# Катана Геге Букуру
Катана Геге Букуру (нар. 31 грудня 1963, Демократична Республіка Конго) — конголезька активістка прав жінок та політична діячка. Засновниця СОФАД (Солідарність активісток за захист прав людини). Відома як «Залізна леді» Демократичної Республіки Конго за відданість феміністичній боротьбі.

## Біографія
Старша дочка традиційного начальника, Букуру вивчала суспільні науки в університет Люм'єр Ліон 2 і проводила дослідження в Центрі кооперативної підготовки та досліджень, Асоціації сприяння інтегральному розвитку в Руанді і Панафриканському інституті розвитку. Співпрацювала з багатьма жіночими рухами, такими як група «Нічого без жінок», Жіноча платформа для Рамкової угоди про мир або Інститут розвитку та освіти дорослих в Африці та Синергія жіночих організацій проти насильства проти жінок у Південному Ківу.
Катана Букуру живе в Увирі, Південний Ківу, де у 2001 році заснувала компанію Солідарність активісток на захист прав людини (СОФАД). Організація об'єднує понад 600 жінок, які борються за соціальні, економічні та політичні права. Метою СОФАД є захист правозахисниць і прагнення забезпечити дотримання прав, гарантованих Загальною декларацією прав людини. Асоціація прагне надавати допомогу та підтримку постраждалим від сексуального та домашнього насильства, зокрема, шляхом організації семінарів та тренінгів для жінок, які мають стати лідерками у своїй галузі.
Місія СОФАД полягає в тому, щоб навчати і мобілізувати активісток, активізувати їхню участь у захисті і просуванні прав людини, сприяти реабілітації постраждалих від усіх форм насильства. Організація також широко бореться з розповсюдженням зброї в регіоні Великого озера та в Східній Африці.
Участь у цій боротьбі Букуру підтримує Amnesty International. Структура працює для підготовки жінок і заохочує їх створювати «клітини миру» в межах власного сусідства, передаючи права і приймаючи жінок на місцевому рівні.
З нагоди Міжнародного жіночого дня 2018 року Катана Букуру стала частиною кампанії ЮНЕСКО у Франції: «Чи потрібно бути людиною, яка має сторінку Вікіпедії?», яка підвищує обізнаність про гендерний баланс у цифровому просторі.

## Нагороди
За численні зобов'язання та боротьбу Катана Букуру отримала ряд нагород. Вона стала першою жінкою, яка отримала премію Front Line Defenders для правозахисників, які зазнають ризиків.
- Премія захисників Front Line, 2007
- Премія «Пер гнів», 2017
- Сороптимістична премія миру, 2017